# Today (Scooter)
Today è il secondo singolo del gruppo tedesco Scooter estratto dal loro album del 2014 The Fifth Chapter, pubblicato il 26 settembre 2014 con la partecipazione della cantante greco-australiana Vassy. Sebbene la canzone non sia una cover, il motivo musicale ricorda chiaramente Parachute di Otto Knows, e una parte del testo è presa dal successo Discohopping dei Klubbheads.

## Storia
L'uscita dell'album The Fifth Chapter, spesso rinviata, è stata posticipata al 26 settembre 2014 durante la primavera. A metà luglio, una notizia interessante è comparsa sui siti dei fan: gli Scooter appariranno in un programma televisivo tedesco autunnale e eseguiranno una canzone registrata durante l'estate. La cantante greco-australiana Vassy ha accennato sul suo account Instagram di aver collaborato con gli Scooter e che la canzone si intitolerà Today e uscirà come singolo a novembre. La data di uscita di novembre è stata successivamente confermata anche da Michael Simon.
Alla fine di agosto, gli Scooter hanno iniziato un conto alla rovescia, conclusosi il 5 settembre. In quel giorno sono stati presentati tutti i campioni audio del nuovo album e, sebbene il videoclip e il singolo ufficiale non fossero ancora pronti, Today è stato reso disponibile per il download come anteprima. La canzone è diventata disponibile lo stesso giorno su YouTube sul canale ufficiale della Kontor Records. Successivamente, è stato annunciato che il singolo sarebbe stato rilasciato anche in formato fisico. Vassy ha annunciato sul suo account Instagram di star girando le parti del videoclip a New York e ha accennato che il prossimo videoclip sarà per "Radiate". Il video di "Today" è stato pubblicato contemporaneamente all'uscita ufficiale del singolo.

## Tracce

### CD  2 tracce
1. Today (Radio Mix) – 3:27
2. Today (Extended Mix) – 4:14

### Download
1. Today (Radio Mix) – 3:27
2. Today (Extended Mix) – 4:14
3. Today (Scooter Remix) – 3:54
4. Today (Crew Cardinal Remix) – 5:15

### Altre versioni
In Francia, il singolo è stato distribuito in versione promozionale ad alcuni distributori. Oltre alle quattro tracce sopra elencate, include anche la canzone nella versione "Laurent H Remix" e nella versione strumentale.

## Videoclip
Nel video appaiono Vassy e i membri degli Scooter: Vassy canta, H.P. rappa, e Phil e Michael appaiono brevemente imitando il rap. Nei segmenti intermedi, seguiamo le avventure di due giovani ragazze che vivono la loro vita e poi assistono casualmente a una situazione in cui due ragazzi maltrattano una loro amica. Decidono di dare una lezione ai ragazzi, irrompendo con maschere da sci, legandoli e salvando la loro amica.